# Zwitserland op de Olympische Winterspelen 1994
Tijdens de Olympische Winterspelen van 1994, die in Lillehammer (Noorwegen) werden gehouden, nam Zwitserland voor de zeventiende keer deel.

## Medailleoverzicht
| Sport              | Olympiër                                               | Discipline       | Medaille |
| ------------------ | ------------------------------------------------------ | ---------------- | -------- |
| Alpineskiën        | Vreni Schneider                                        | slalom (v)       | Goud     |
| Bobsleeën          | Gustav Weder Donat Acklin                              | 2-mansbob (m)    | Goud     |
| Freestyleskiën     | Andreas Schönbächler                                   | aerials (m)      | Goud     |
| Alpineskiën        | Urs Kälin                                              | reuzenslalom (m) | Zilver   |
| Alpineskiën        | Vreni Schneider                                        | combinatie (v)   | Zilver   |
| Bobsleeën          | Reto Götschi Guido Acklin                              | 2-mansbob (m)    | Zilver   |
| Bobsleeën          | Gustav Weder Donat Acklin Kurt Meier Domenico Semeraro | 4-mansbob (m)    | Zilver   |
| Alpineskiën        | Vreni Schneider                                        | reuzenslalom (v) | Brons    |
| Noordse combinatie | Hippolyt Kempf Jean-Yves Cuendet Andreas Schaad        | team (m)         | Brons    |

## Deelnemers en resultaten
(m) = mannen, (v) = vrouwen 

### Alpineskiën
| Olympiër               | Discipline       | Resultaat | Prestatie                                                       |
| ---------------------- | ---------------- | --------- | --------------------------------------------------------------- |
| Paul Accola            | super g (m)      | 14e       | 1.34,37 (+1,84)                                                 |
| Paul Accola            | reuzenslalom (m) | 19e       | 2.54,96 (+2,50) 1.30,21+1.24,75                                 |
| Paul Accola            | slalom (m)       | 17e       | 2.07,56 (+5,54) 1.04,45+1.03,11                                 |
| Paul Accola            | combinatie (m)   | 6e        | 3.19,44 (+1,91) afdaling: 1.39,41 slalom: 1.40,03 (50,75+49,28) |
| William Besse          | afdaling (m)     | 16e       | 1.46,76 (+1,01)                                                 |
| William Besse          | super g (m)      | dnf       | opgave                                                          |
| Franco Cavegn          | afdaling (m)     | 23e       | 1.47,15 (+1,40)                                                 |
| Michael von Grünigen   | reuzenslalom (m) | dnf-1     | opgave run 1                                                    |
| Michael von Grünigen   | slalom (m)       | 15e       | 2.05,88 (+3,86) 1.03,94+1.01,94                                 |
| Marco Hangl            | super g (m)      | 10e       | 1.33,75 (+1,22)                                                 |
| Franz Heinzer          | afdaling (m)     | dnf       | opgave                                                          |
| Urs Kälin              | reuzenslalom (m) | Zilver    | 2.52,48 (+0,02) 1.28,70+1.23,78                                 |
| Steve Locher           | reuzenslalom (m) | dnf-1     | opgave run 1                                                    |
| Steve Locher           | combinatie (m)   | 12e       | 3.21,21 (+3,68) afdaling: 1.39,34 slalom: 1.41,87 (52,57+49,30) |
| Daniel Mahrer          | afdaling (m)     | 14e       | 1.46,55 (+0,80)                                                 |
| Daniel Mahrer          | super g (m)      | dnf       | opgave                                                          |
| Patrick Staub          | slalom (m)       | 9e        | 2.04,19 (+2,17) 1.02,46+1.01,73                                 |
| Marcel Sulliger        | combinatie (m)   | 17e       | 3.24,00 (+6,47) afdaling: 1.39,30 slalom: 1.44,70 (53,61+51,09) |
| Andrea Zinzli          | slalom (m)       | 11e       | 2.04,94 (+2,92) 1.02,87+1.02,07                                 |
|                        |                  |           |                                                                 |
| Martina Accola         | slalom (v)       | 17e       | 2.00,03 (+4,02) 1.00,45+59,58                                   |
| Chantal Bournissen     | super g (v)      | dnf       | opgave                                                          |
| Christine von Grünigen | slalom (v)       | 6e        | 1.57,86 (+1,85) 1.00,76+57,10                                   |
| Corinne Rey-Bellet     | reuzenslalom (v) | dnf-2     | opgave run 2 1.21,71+dnf                                        |
| Karin Roten            | reuzenslalom (v) | 16e       | 2.36,55 (+5,58) 1.23,22+1.13,33                                 |
| Vreni Schneider        | afdaling (v)     | 33e       | 1.39,35 (+3,42)                                                 |
| Vreni Schneider        | reuzenslalom (v) | Brons     | 2.32,97 (+2,00) 1.21,29+1.11,68                                 |
| Vreni Schneider        | slalom (v)       | Goud      | 1.56,01 59,68+56,33                                             |
| Vreni Schneider        | combinatie (v)   | Zilver    | 3.05,29 (+0,13) afdaling: 1.28,91 slalom: 1.36,38 (49,75+46,63) |
| Heidi Zeller-Bähler    | afdaling (v)     | 28e       | 1.38,78 (+2,85)                                                 |
| Heidi Zeller-Bähler    | super g (v)      | 16e       | 1.23,53 (+1,38)                                                 |
| Heidi Zeller-Bähler    | reuzenslalom (v) | 9e        | 2.35,14 (+4,17) 1.23,14+1.12,00                                 |
| Gabi Zingre            | slalom (v)       | 5e        | 1.57,80 (+1,79) 59,62+58,18                                     |
| Heidi Zurbriggen       | afdaling (v)     | 22e       | 1.38,46 (+2,53)                                                 |
| Heidi Zurbriggen       | super g (v)      | dnf       | opgave                                                          |

### Biatlon
| Olympiër          | Discipline | Resultaat | Prestatie                                   |
| ----------------- | ---------- | --------- | ------------------------------------------- |
| Jean-Marc Chabloz | 10 km (m)  | 60e       | 32.35,6 (+4.28,6) pen.: 3 (2 + 1)           |
| Jean-Marc Chabloz | 20 km (m)  | 45e       | 1:02.27,9 (+5.02,6) pen.: 4 (0 + 0 + 2 + 2) |
| Daniel Hediger    | 10 km (m)  | 63e       | 33.05,6 (+4.58,6) pen.: 8 (4 + 4)           |
| Hanspeter Knobel  | 20 km (m)  | 33e       | 1:01.42,8 (+4.17,5) pen.: 1 (0 + 1 + 0 + 0) |

### Bobsleeën
| Olympiër                                                        | Discipline                   | Resultaat | Prestatie                                       |
| --------------------------------------------------------------- | ---------------------------- | --------- | ----------------------------------------------- |
| Gustav Weder Donat Acklin                                       | 2-mansbob (m) Zwitserland I  | Goud      | 3.30,81 (52,33 / 52,91 / 52,72 / 52,85)         |
| Reto Götschi Guido Acklin                                       | 2-mansbob (m) Zwitserland II | Zilver    | 3.30,86 (+0,05) (52,38 / 52,76 / 52,79 / 52,93) |
| Gustav Weder Donat Acklin Kurt Meier Domenico Semeraro          | 4-mansbob (m) Zwitserland I  | Zilver    | 3.27,84 (+0,06) (51,80 / 51,87 / 52,04 / 52,13) |
| Christian Meili René Schmidheiny Gerold Löffler Christian Reich | 4-mansbob (m) Zwitserland II | 7e        | 3.29,33 (+1,55) (51,98 / 52,16 / 52,58 / 52,61) |

### Freestyleskiën
| Olympiër             | Discipline  | Resultaat | Prestatie                           |
| -------------------- | ----------- | --------- | ----------------------------------- |
| Jürg Biner           | moguls (m)  | 17e       | dnq (kwalificatie: 24,30 p.)        |
| Andreas Schönbächler | aerials (m) | Goud      | 234,67 p. (kwalificatie: 196,53 p.) |
| Herbert Kolly        | aerials (m) | 22e       | dnq (kwalificatie: 129,10 p.)       |
| Sandrine Vaucher     | moguls (v)  | 18e       | dnq (kwalificatie: 21,99 p.)        |
| Maja Schmid          | aerials (v) | 4e        | 156,90 p. (kwalificatie: 149,08 p.) |
| Colette Brand        | aerials (v) | 15e       | dnq (kwalificatie: 140,42 p.)       |

### Kunstrijden
| Olympiër       | Discipline | Resultaat | Prestatie                               |
| -------------- | ---------- | --------- | --------------------------------------- |
| Nathalie Krieg | vrouwen    | 16e       | 24,5 p. (korte kür: 15 - lange kür: 17) |

### Langlaufen
| Olympiër                                                              | Discipline                    | Resultaat | Prestatie                                             |
| --------------------------------------------------------------------- | ----------------------------- | --------- | ----------------------------------------------------- |
| Wilhelm Aschwanden                                                    | 10 km klassiek (m)            | 60e       | 27.27,2 (+3.07,1)                                     |
| Wilhelm Aschwanden                                                    | achtervolging 10 km+15 km (m) | 56e       | +8.08,6 (10 km:27.27 + 15 km:40.50,4)                 |
| Jürg Capol                                                            | 30 km vrije stijl (m)         | 49e       | 1:22.59,9 (+10.33,5)                                  |
| Jürg Capol                                                            | 50 km klassiek (m)            | 44e       | 2:21.48,3 (+14.28,0)                                  |
| Hans Diethelm                                                         | 10 km klassiek (m)            | 46e       | 27.03,1 (+2.43,0)                                     |
| Hans Diethelm                                                         | 50 km klassiek (m)            | 41e       | 2:21.01,8 (+13.41,5)                                  |
| Hans Diethelm                                                         | achtervolging 10 km+15 km (m) | 30e       | +5.23,6 (10 km:27.03 + 15 km:38.29,4)                 |
| Giachem Guidon                                                        | 10 km klassiek (m)            | 48e       | 27.09,1 (+2.49,0)                                     |
| Giachem Guidon                                                        | 30 km vrije stijl (m)         | 46e       | 1:22.21,0 (+9.54,6)                                   |
| Giachem Guidon                                                        | 50 km klassiek (m)            | dnf       | opgave                                                |
| Giachem Guidon                                                        | achtervolging 10 km+15 km (m) | dns       | niet gestart 15 km (10 km:27.09 + 15 km:niet gestart) |
| Jeremias Wigger                                                       | 10 km klassiek (m)            | 21e       | 25.55,4 (+1.35,3)                                     |
| Jeremias Wigger                                                       | 50 km klassiek (m)            | 16e       | 2:13.40,2 (+6.19,9)                                   |
| Jeremias Wigger                                                       | achtervolging 10 km+15 km (m) | 13e       | +2.59,1 (10 km:25.55 + 15 km:37.12,9)                 |
| Team Jeremias Wigger Hans Diethelm Jürg Capol Giachem Guidon          | 4x10 km estafette (m)         | 7e        | 1:47.12,2 (+5.57,2) 27.03,7 27.45,9 26.35,8 25.46,8   |
|                                                                       |                               |           |                                                       |
| Brigitte Albrecht                                                     | 15 km vrije stijl (v)         | 38e       | 46.11,9 (+6.27,4)                                     |
| Brigitte Albrecht                                                     | 30 km klassiek (v)            | 37e       | 1:34.55,3 (+9.13,7)                                   |
| Jasmin Baumann                                                        | 5 km klassiek (v)             | 60e       | 17.00,3 (+2.51,5)                                     |
| Jasmin Baumann                                                        | achtervolging 5 km+10 km (v)  | 51e       | +7.31,1 (5 km:17.00 + 10 km:32.09,2)                  |
| Sylvia Honegger                                                       | 5 km klassiek (v)             | 20e       | 15.21,7 (+1.12,9)                                     |
| Sylvia Honegger                                                       | 15 km vrije stijl (v)         | 21e       | 44.41,9 (+4.57,4)                                     |
| Sylvia Honegger                                                       | 30 km klassiek (v)            | 19e       | 1:31.11,6 (+5.30,0)                                   |
| Sylvia Honegger                                                       | achtervolging 5 km+10 km (v)  | 11e       | +2.00,8 (5 km:15.21 + 10 km:28.17,9)                  |
| Barbara Mettler                                                       | 5 km klassiek (v)             | 37e       | 15.59,6 (+1.50,8)                                     |
| Barbara Mettler                                                       | 15 km vrije stijl (v)         | 30e       | 45.26,9 (+5.42,4)                                     |
| Barbara Mettler                                                       | 30 km klassiek (v)            | 41e       | 1:36.40,8 (+10.59,2)                                  |
| Barbara Mettler                                                       | achtervolging 5 km+10 km (v)  | 23e       | +3.38,2 (5 km:15.59 + 10 km:29.17,3)                  |
| Silke Schwager                                                        | 5 km klassiek (v)             | 42e       | 16.11,2 (+2.02,4)                                     |
| Silke Schwager                                                        | 30 km klassiek (v)            | 33e       | 1:34.07,4 (+8.25,8)                                   |
| Silke Schwager                                                        | achtervolging 5 km+10 km (v)  | 39e       | +5.40,0 (5 km:16.11 + 10 km:31.07,1)                  |
| Team Sylvia Honegger Silke Schwager Barbara Mettler Brigitte Albrecht | 4x5 km estafette (v)          | 5e        | 1:00.05,1 (+2.52,6) 15.14,9 15.50,4 14.35,2 14.24,6   |

### Noordse combinatie
| Olympiër                                             | Discipline      | Resultaat | Prestatie |
| ---------------------------------------------------- | --------------- | --------- | --- |
| Hippolyt Kempf                                       | individueel (m) | 6e        | +3.45,3 — schans: 216,5 p — 15 km: 39.30,2 |
| Jean-Yves Cuendet                                    | individueel (m) | 7e        | +3.55,6 — schans: 222,0 p — 15 km: 40.17,5 |
| Andreas Schaad                                       | individueel (m) | 15e       | +5.56,2 — schans: 198,0 p — 15 km: 39.38,1 |
| Markus Wüst                                          | individueel (m) | 46e       | +13.18,8 — schans: 167,5 p — 15 km: 43.36,7 |
| Team Hippolyt Kempf Jean-Yves Cuendet Andreas Schaad | team (m)        | Brons     | +7.48,1 — schans: 643,5 p — 30 km: 1:23.09,9 schans: 193,0 p — 10 km: 27.35,6 schans: 240,5 p — 10 km: 28.02,0 schans: 210,0 p — 10 km: 27.32,3 |

### Rodelen
| Olympiër   | Discipline | Resultaat | Prestatie                                             |
| ---------- | ---------- | --------- | ----------------------------------------------------- |
| Reto Gilly | mannen     | 29e       | 3.30,427 (+8,856) (52,740 / 52,555 / 52,696 / 52,436) |

### Schaatsen
| Olympiër            | Discipline | Resultaat | Prestatie        |
| ------------------- | ---------- | --------- | ---------------- |
| Martin Feigenwinter | 5000 m (m) | 28e       | 7.02,12 (+27,16) |

### Schansspringen
| Olympiër         | Discipline                     | Resultaat | Prestatie                                         |
| ---------------- | ------------------------------ | --------- | ------------------------------------------------- |
| Sylvain Freiholz | normale schans individueel (m) | 25e       | 213,0 punten 121,5 p. (94,0 m) + 91,5 p. (79,5 m) |
| Sylvain Freiholz | grote schans individueel (m)   | 36e       | 134,3 punten 72,6 p. (97,0 m) + 61,7 p. (91,5 m)  |
| Martin Trunz     | normale schans individueel (m) | 40e       | 175,0 punten 112,5 p. (88,5 m) + 62,5 p. (68,5 m) |
| Martin Trunz     | grote schans individueel (m)   | 51e       | 84,3 punten 27,6 p. (77,0 m) + 56,7 p. (89,0 m)   |

Amerikaanse Maagdeneilanden · Amerikaans-Samoa · Andorra · Argentinië · Armenië · Australië · België · Bermuda · Bosnië en Herzegovina · Brazilië · Bulgarije · Canada · Chili · China · Chinees Taipei · Cyprus · Denemarken · Duitsland · Estland · Fiji · Finland · Frankrijk · Georgië · Griekenland · Groot-Brittannië · Hongarije · IJsland · Israël · Italië · Jamaica · Japan · Kazachstan · Kirgizië · Kroatië · Letland · Liechtenstein · Litouwen · Luxemburg · Mexico · Moldavië · Monaco · Mongolië · Nederland · Nieuw-Zeeland · Noorwegen · Oekraïne · Oezbekistan · Oostenrijk · Polen · Portugal · Puerto Rico · Roemenië · Rusland · San Marino · Senegal · Slovenië · Slowakije · Spanje · Trinidad en Tobago · Tsjechië · Turkije · Verenigde Staten · Wit-Rusland · Zuid-Afrika · Zuid-Korea · Zweden · Zwitserland